# Minna Recknagel
Minna Recknagel geborene Leipold (* 9. Februar 1882 in Suhl; † 5. Januar 1945 in Weimar) war eine deutsche kommunistische Widerstandskämpfer gegen den Nationalsozialismus, die im Hof des Landgerichts Weimar mit dem Fallbeil geköpft wurde.

## Leben
Geboren wurde sie in einer Arbeiterfamilie von Suhl. Aufgewachsen ist sie zusammen mit fünf Geschwistern. Ihr Vater war frühzeitig verstorben. Nach dem Besuch der Volksschule, ging sie als  ungelernte Arbeiterin in eine Suhler Porzellanfabrik. Als Nebenverdienst zündete sie abends die  Suhler Straßenlaternen an. Sie war im Arbeiterturn- und im Arbeitergesangsverein tätig und schöpfte daraus Kraft für ihre familiären Aufgaben, aber auch für die gemeinsame politische Arbeit mit ihrem Mann. Zuerst Mitglied in der USPD danach in der KPD wurde sie für ihre Partei als erste Frau in der Suhler Stadtverordnetenversammlung tätig, seit 1924 auch im Preußischen Abgeordnetenhaus. In ihrer Wohnung fanden häufig Zusammenkünfte von Hitler-Gegnern statt. Sie unterstützte die Aufrufe zum „Krankfeiern“ und „Langsam-Arbeiten“ als pazifistische Sabotage-Methode. Sie griff sogar munter die Männer an: „Ihr Männer seid doch alle Hosenscheißer. Wenn wir Frauen in der Fabrik arbeiten würden, wäre der Krieg schon längst alle.“ Sie wusste schon 1943 von der rassistischen Judenverfolgung und dass sie mit Gas getötet wurden. Bei der Massenverhaftung am 3. September 1943 kam sie ins Landgerichtsgefängnis Gotha. Der Volksgerichtshof Rudolstadt verurteilte sie und weitere acht Antifaschisten wegen Hochverrat und Wehrkraftzersetzung zum Tode. Als einzige Frau und als erste, noch vor ihrem Mann Emil, wurde sie um 17:30 Uhr mit dem Fallbeil hingerichtet.
Minna Leipold heiratete 1901 Emil Recknagel und hatte mit ihm zwei Kinder. Ihren kranken Mann unterstützte sie sowohl in der Familie als auch durch Gelegenheitsarbeiten in der Landwirtschaft.

## Erinnerung
- Ihr Name und der weiterer Widerstandskämpfer ist an der Gedenkstätte bei der ehemaligen Siedlergaststätte auf dem Friedberg eingemeißelt.[1]
- Am 5. Mai 2008 wurden zwei Stolpersteine für Emil und Minna Recknagel vor ihrem Wohnhaus am Lupinenweg 4 verlegt.